# Argilloecia cylindrica
Argilloecia cylindrica är en kräftdjursart som beskrevs av Georg Ossian Sars 1866. Argilloecia cylindrica ingår i släktet Argilloecia, och familjen Pontocyprididae. Arten är reproducerande i Sverige.